# Lidice

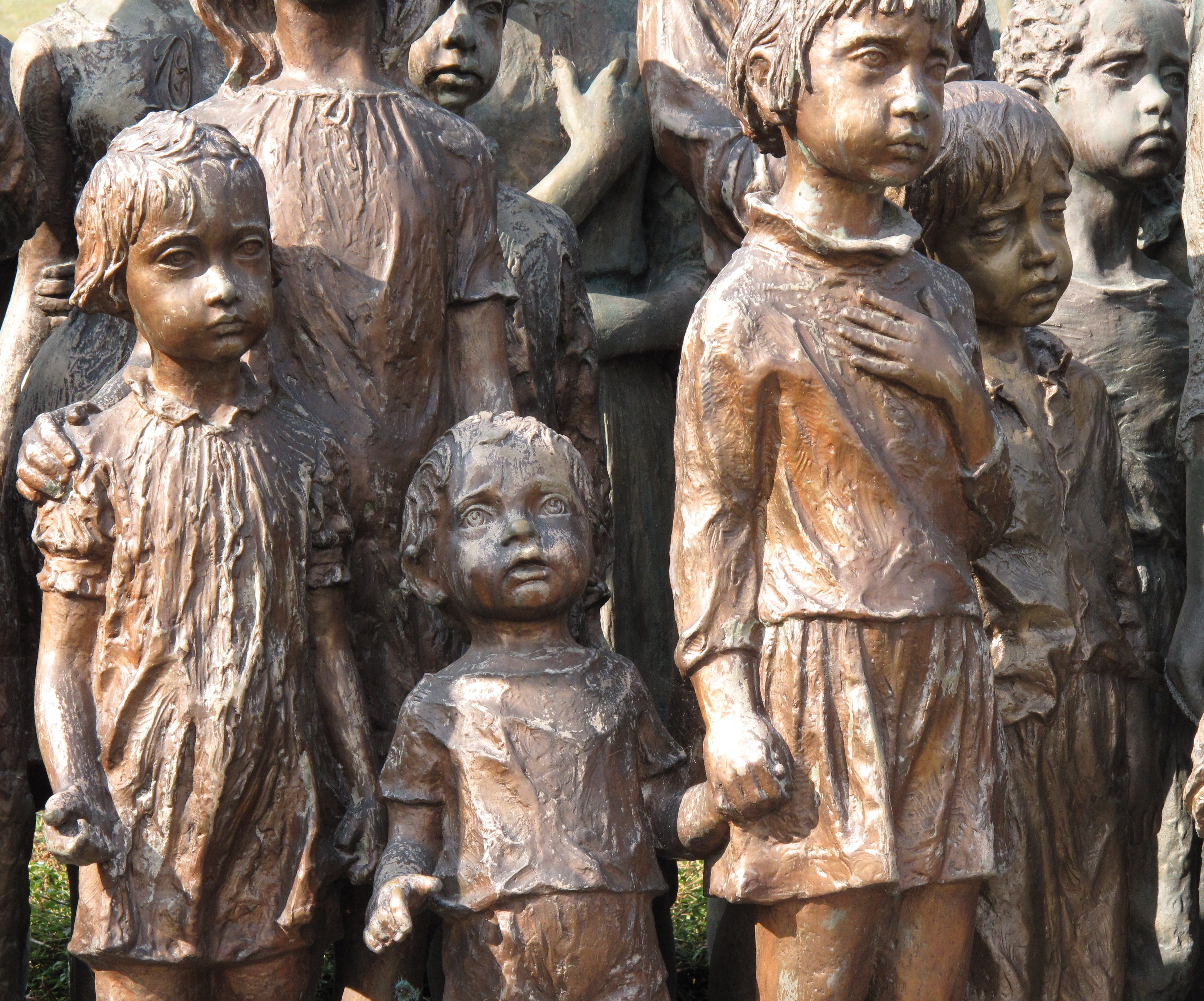
Detalj av minnesmärke över Lidices barn.

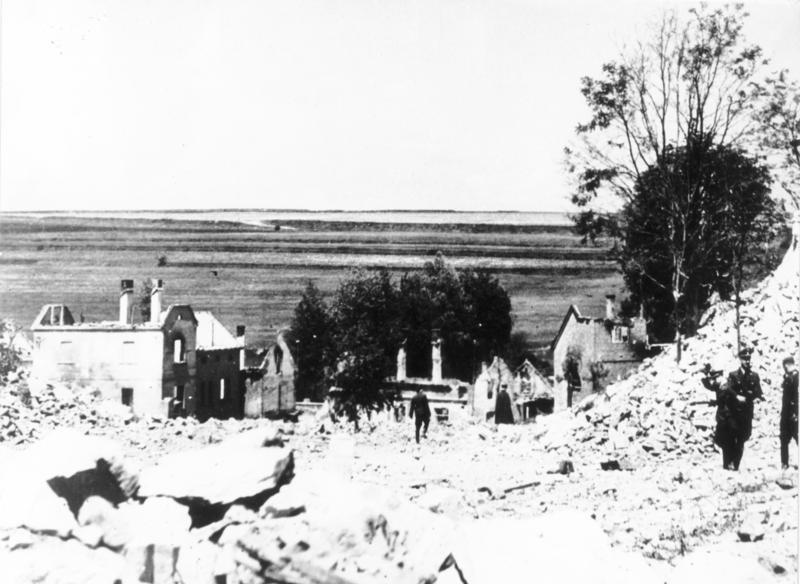
Lidice efter förstörelsen i juni 1942.

Lidice (tyska: Liditz) är en liten ort, belägen omkring 20 kilometer nordväst om Prag. Befolkningen uppgick till 554 invånare år 2025.

## Massaker
Den 27 maj 1942 utsattes Böhmen-Mährens riksprotektor Reinhard Heydrich för ett attentat i Prag; han avled åtta dagar senare. Attentatet påståddes härröra från uppgifter från gruvarbetarbyn Lidice. Som vedergällning och i avskräckande syfte gav Hitler order om att alla manliga invånare i Lidice skulle arkebuseras och alla kvinnor skickas till koncentrationsläger.
Tyska polisenheter och medlemmar ur Sicherheitsdienst (SD) intog på kvällen den 9 juni 1942 Lidice för att förinta byn. Byn brändes ner och murarna jämnades med marken. På förmiddagen den 10 juni hade 172 manliga invånare mellan 14 och 84 års ålder arkebuserats. Ytterligare 27 män sköts under de följande dagarna. 184 kvinnor fördes till koncentrationslägret Ravensbrück, medan 11 kvinnor sattes i fängelse. Av kvinnorna överlevde 143, av barnen 16. Av de 98 barn som bortfördes till Warthegau ansågs 8 vara rasligt rena och placerades i tyska SS-familjer. De övriga mördades i gasvagnar i förintelselägret i Chełmno.
En annan liten ort, Ležáky, förintades av samma anledning två veckor senare, den 24 juni 1942.
Lidice har senare återuppbyggts i närheten av den utplånade byn.